# Mercedes-Benz C217
Mercedes-Benz C217 — кодове позначення купе S-класу німецької марки Mercedes-Benz.

## Опис

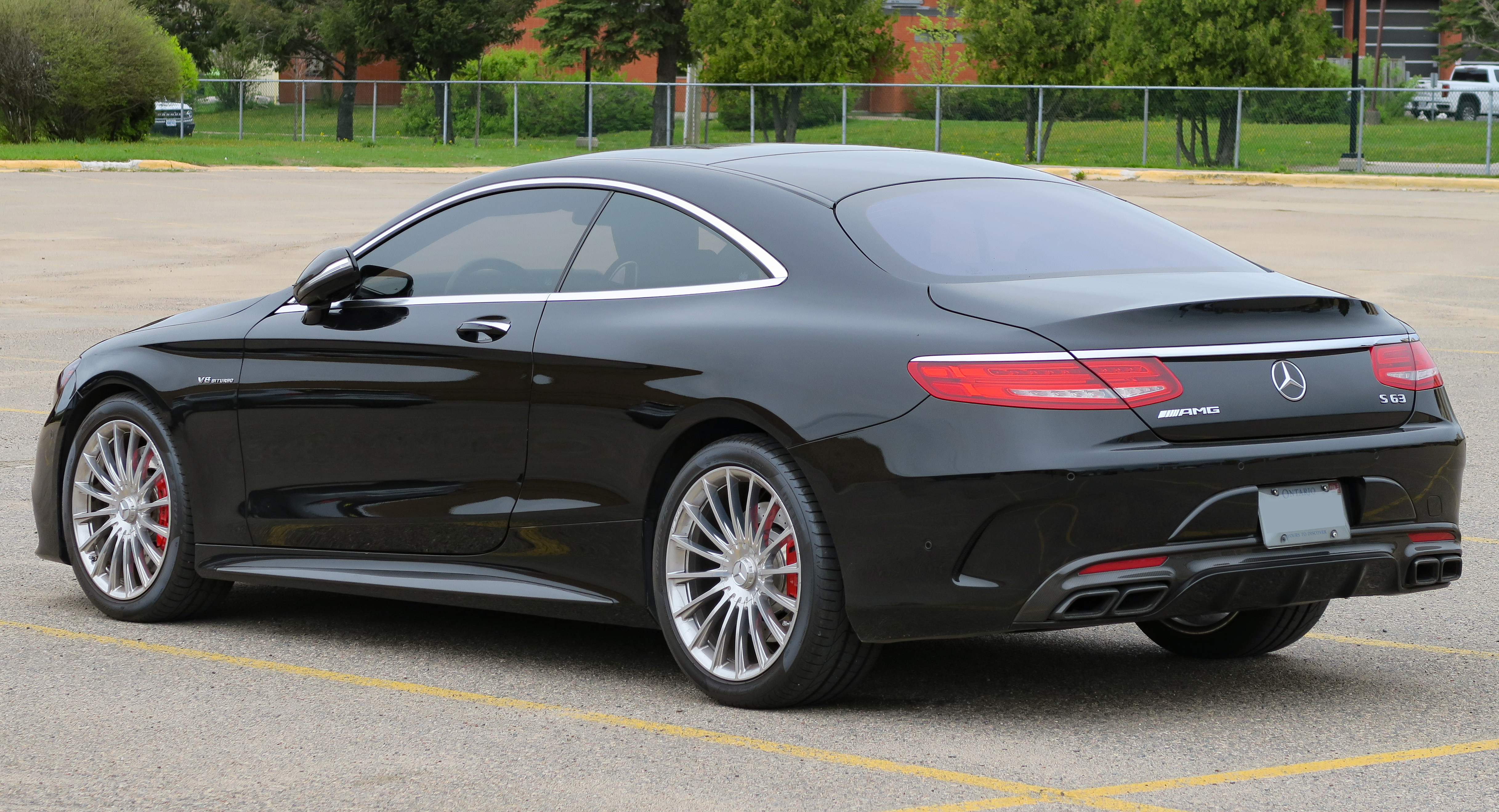
Mercedes-AMG S 63 4Matic Coupe

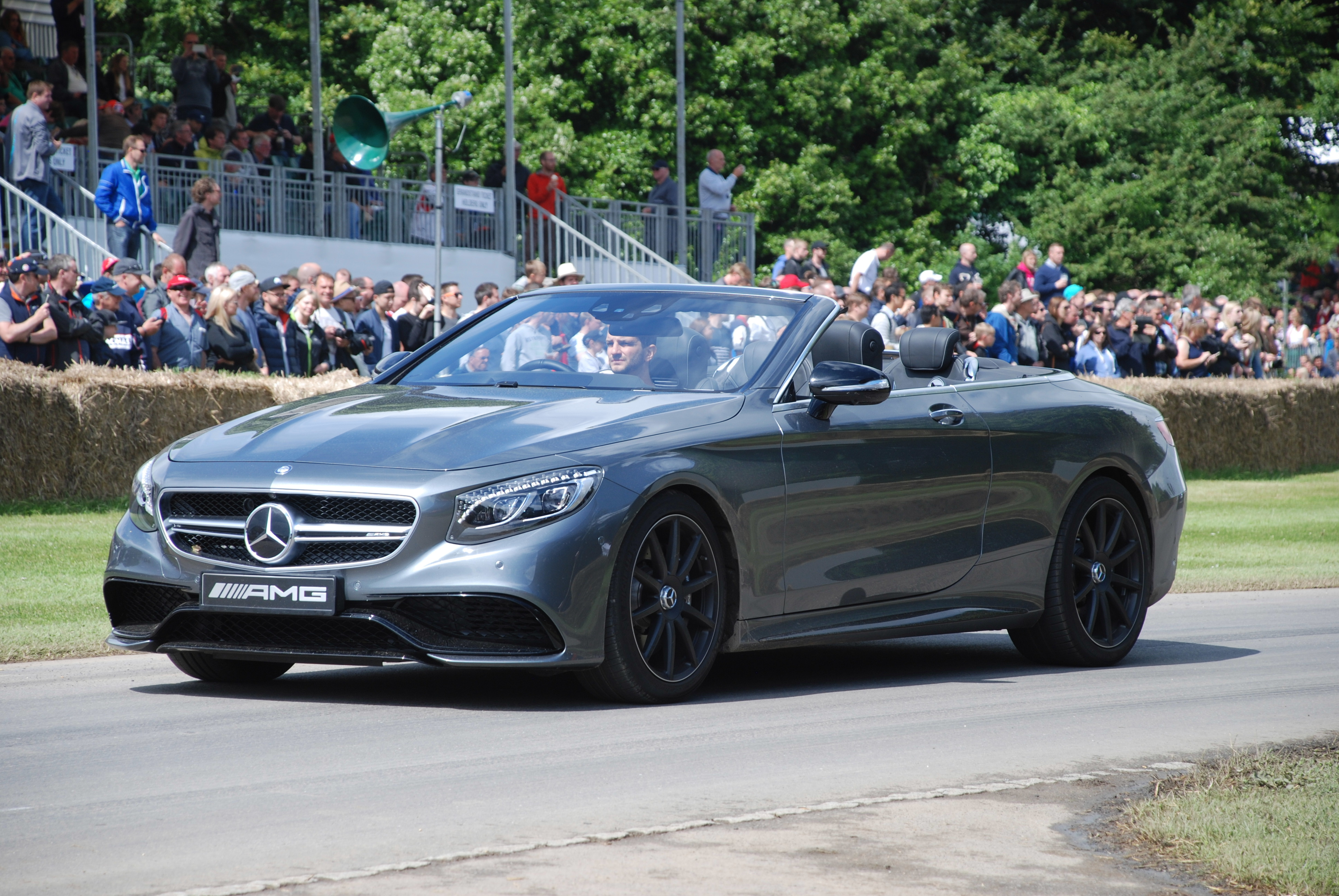
Mercedes-AMG S 63 Cabriolet (A217)

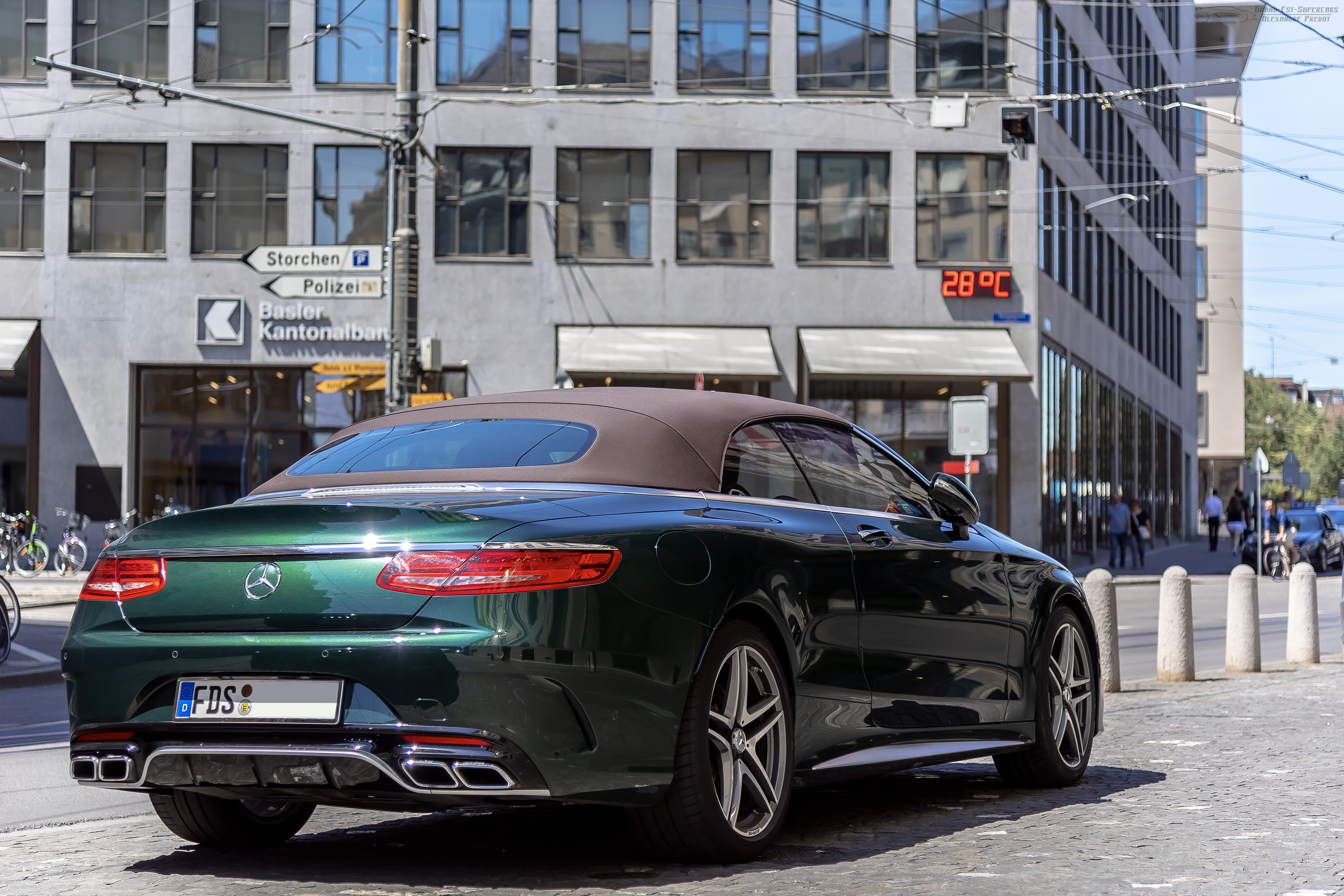
Mercedes-AMG S 63 Cabriolet (A217)

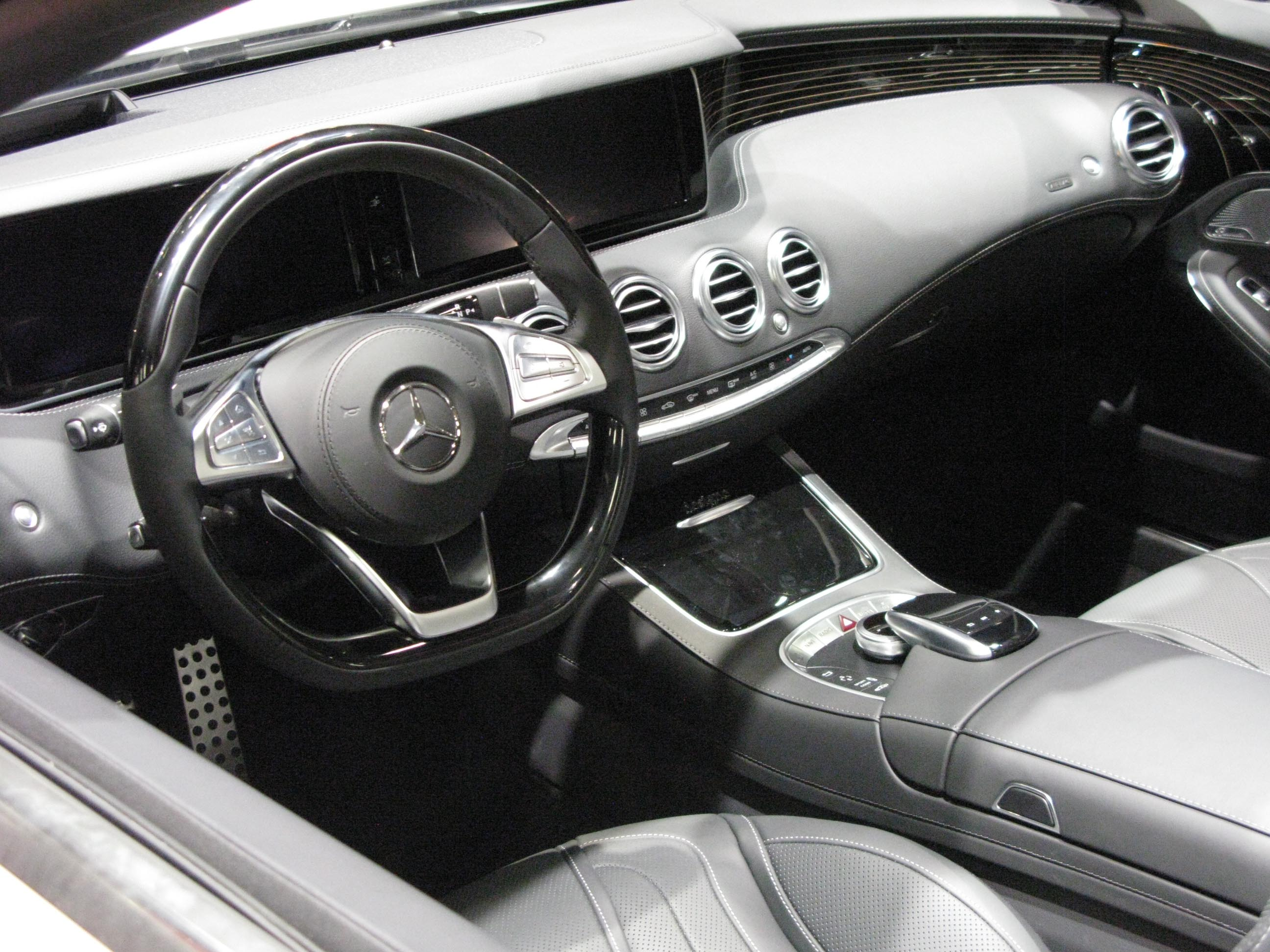

В вересні 2013 року на Франкфуртському автосалоні дебютував концепт-кар Mercedes-Benz S-клас купе. Серійна модель, яка замінила Mercedes-Benz CL-Класу (C216), дебютувала на Женевському автосалоні в березні 2014 року, в продажу модель поступила в червні того ж року. Спочатку модель дебютувала з бензиновим V8 потужністю 455 к. с. крутним моментом 700 Нм, версія S63 AMG отримала двигун потужністю 585 к.с ., (після рестайлінгу 612 к. с.) а S65 AMG отримала двигун потужністю 630 к. с.
В вересні 2015 року на автосалоні в Франкфурті дебютувала і версія кабріолет S-класу з індексом Mercedes-Benz A217. Цією моделлю компанія відновила свої традиції, оскільки останній кабріолет S-класу виготовлений в 1971 році, ним був Mercedes-Benz W111.
Автомобілі пропонуються як з заднім приводом, так і з повним приводом 4Matic.

### Фейсліфтинг 2017
У вересні 2017 року на Франкфуртському автосалоні було представлено рестайлінг купе S-класу. Шильдик S500/550 замінено на S560. Була представлена ціла нова лінійка двигунів. Новий 4.0 M177 V8 Biturbo замінює старий 5.5 M157 V8 Biturbo в AMG S63 4MATIC+. Повний привід 4MATIC+ тепер є стандартним обладнанням для AMG S63 з режимом дріфту. S560 використовує дефорсовану версію того ж двигуна, який отримав назву M176. Нова базова модель лише для Європи, S450 4MATIC (замінює S400 4MATIC), використовує M256 I6 Turbo. Нова трансмісія 9G-Tronic тепер є стандартною у всьому діапазоні, за винятком AMG S65, який все ще використовує 7G-Tronic.

## Двигуни
| Модель                | Роки виробництва | Код двигуна: Циліндри ГРМ | Об'єм    | Потужність                              | Крутний момент              | Система живлення            |
| --------------------- | ---------------- | ------------------------- | -------- | --------------------------------------- | --------------------------- | --------------------------- |
| Бензинові             |                  |                           |          |                                         |                             |                             |
| S 400 Coupé           | 10/2015-         | M 276 DE 30 AL: V6 DOHC   | 2996 см³ | 367 к. с. (270 кВт) при 5500–6000 об/хв | 520 Нм при 2000–4200 об/хв  | пряме вприскування, бітурбо |
| S 500 Coupé           | 06/2014-         | M 278 DE 46 AL: V8 DOHC   | 4663 см³ | 455 к. с. (335 кВт) при 5250–5500 об/хв | 700 Нм при 1800–3500 об/хв  | пряме вприскування, бітурбо |
| S 63 AMG Coupé        | 09/2014-         | M 157 DE 55 AL: V8 DOHC   | 5461 см³ | 585 к. с. (430 кВт) при 5500 об/хв      | 900 Нм при 2250–3750 об/хв  | пряме вприскування, бітурбо |
| S63 AMG Coupé 4MATIC+ | 07/2017          | M 177 DE 40 AL: V8 DOHC   | 3982 см³ | 612 к. с. (450 кВт) при 5500 об/хв      | 900 Нм при 1700–5000 об/хв  | пряме впорскування, бітурбо |
| S 65 AMG Coupé        | 09/2014-         | M 279 E 60 AL: V12 SOHC   | 5980 см³ | 630 к.с (463 кВт) при 4800–5400 об/хв   | 1000 Нм при 2300–4300 об/хв | пряме вприскування, бітурбо |